# Rinalds Mālmanis
Rinalds Mālmanis (Valmiera, 12 aprile 1996) è un cestista lettone di formazione spagnola.

## Palmarès

### Squadra
- Copa Princesa de Asturias: 1

Betis Siviglia: 2019
- Lega Baltica: 1

Valmiera: 2016-17